# 神明口站
神明口站（日语：／ Shinmeiguchi eki */?）是位於岐阜縣土岐市，東濃鐵道駄知線的鐵路車站（廢站）。

## 歷史
- 1922年（大正11年）1月11日：駄知鐵道新土岐津站（現時：土岐市站）至下石站之間開業，此站啟用[1]。
- 1944年（昭和19年）3月1日：在公司合併後成為東濃鐵道駄知線車站。
- 1972年（昭和47年）7月13日：發生昭和47年7月暴雨（日语：昭和47年7月豪雨），使橋樑被沖毀，全線暫停營業。
- 1974年（昭和49年）10月21日：駄知線廢線，此站也被廢除[1]。

## 車站構造
此站是地面車站，設有單式月台。月台西邊設有貨運月台。當地特產，使用蛙眼黏土或矽砂等原材料製成的瓷土和陶器會在此站起卸。此站的客量較多，主要為貨運起卸量較多。

## 現況
現時，車站遺址變成停車場。貨運月台遺址變成東濃鐵道附屬公司東鐵運輸的營業所。

## 相鄰車站
東濃鐵道
駄知線
土岐市－神明口－土岐口

## 注腳
1. 1 2  今尾惠介監修《日本鐵道旅行地圖帳 7號 東海》新潮社 42頁

## 相關項目
- 日本鐵路車站列表 Shi